# Super Llopis
Super Llopis (en castellà: Superlópez, en alemany: Super-Meier) és un personatge de ficció i una sèrie de còmics creat per Jan (Juan López Fernández).
El còmic neix l'any 1973, quan Juan López Fernández rep l'encàrrec de Euredit, una petita editorial de Barcelona, per a realitzar una paròdia de Superman. En un principi consta de 48 planes de format apaïsat, muds i en tinta negra. Però la seva creativitat va fer que desenvolupés un dibuix molt expressiu. Fou per tot això que posteriorment li arribà un nou encàrrec de l'Editorial Bruguera.
Una primera etapa a l'Editorial Bruguera es dota al dibuixant d'una llibertat que queda reflectida en el personatge dotant-lo de més personalitat. En una segona etapa, que neix de la col·laboració amb el guionista Efepé (Francisco Pérez Navarro), comença a tenir arguments més elaborats i complexos i es consolida la personalitat del personatge i la seva trajectòria posterior. Des de 1980, els arguments i els dibuixos són de Jan en solitari, i des de 2013, torna a col·laborar amb Efepé.
L'autor continua publicant nous àlbums del còmic, aconseguint superar els diferents canvis d'editorial i de format. En l'actualitat, l'estil peculiar amb el que s'expliquen les noves aventures deixen entreveure un procés evolutiu que el transforma en un personatge que no es pot considerar ni còmic clàssic ni excessivament modern, ja que conté un llenguatge i uns dibuixos que són difícilment classificables.
Es va fer una edició d'algunes historietes en català anomenada "Super Llopis". Aquest còmic s'ha traduït a l'alemany, el danès, el suec, el noruec i el gallec, i en 2018 se'n va fer Superlópez una pel·lícula dirigida per Javier Ruiz Caldera i protagonitzada per Dani Rovira.

## Trajectòria editorial

Logotip de Super Lopez.

### Euredit (1973)
El 1973 el dibuixant Juan López Fernández «Jan» va rebre l'encàrrec de realitzar un llibre de còmics, molt breus, en què es parodiaria a Superman. Antonio Martín, aleshores director editorial de l'àrea de còmics de l'editorial barcelonina Euredit i responsable de l'encàrrec, va haver de convèncer Jan, qui no es considerava a si mateix un humorista, perquè realitzés la feina, i aquest el va realitzar ràpidament, sense gaire fe.

 L'obra es va incloure dins de la col·lecció Humor siglo XX, dedicada a la sàtira de personatges del còmic, literatura i cinema nord-americà, com King Kong, Tarzan o Frankenstein. Les historietes havien de ser mudes, impreses en blanc i negre i en un format apaïsat de 48 pàgines, de manera que, per suplir aquestes restriccions creatives, l'autor va recórrer a tota mena de recursos gràfics, com entrepans de pensament, signes cinètics o accentuació de les expressions, amb els quals va aconseguir gran expressivitat en els seus dibuixos. El còmic en que es presenta el personatge es va publicar el desembre de 1973, sent el tercer número en publicar-se de la col·lecció Humor siglo XX en la que no 
es numeraven les entregues.

### Bruguera (1974-1985)

#### Primera etapa
L'any següent, i fins a 1975, Jan va recuperar a Super Llopis per a una nova etapa a l'editorial Bruguera, en proposar el personatge a Rafael González, llavors director artístic de l'editorial. Bruguera, però, va registrar el personatge, amb el que va desposseir a Jan de la seva propietat.

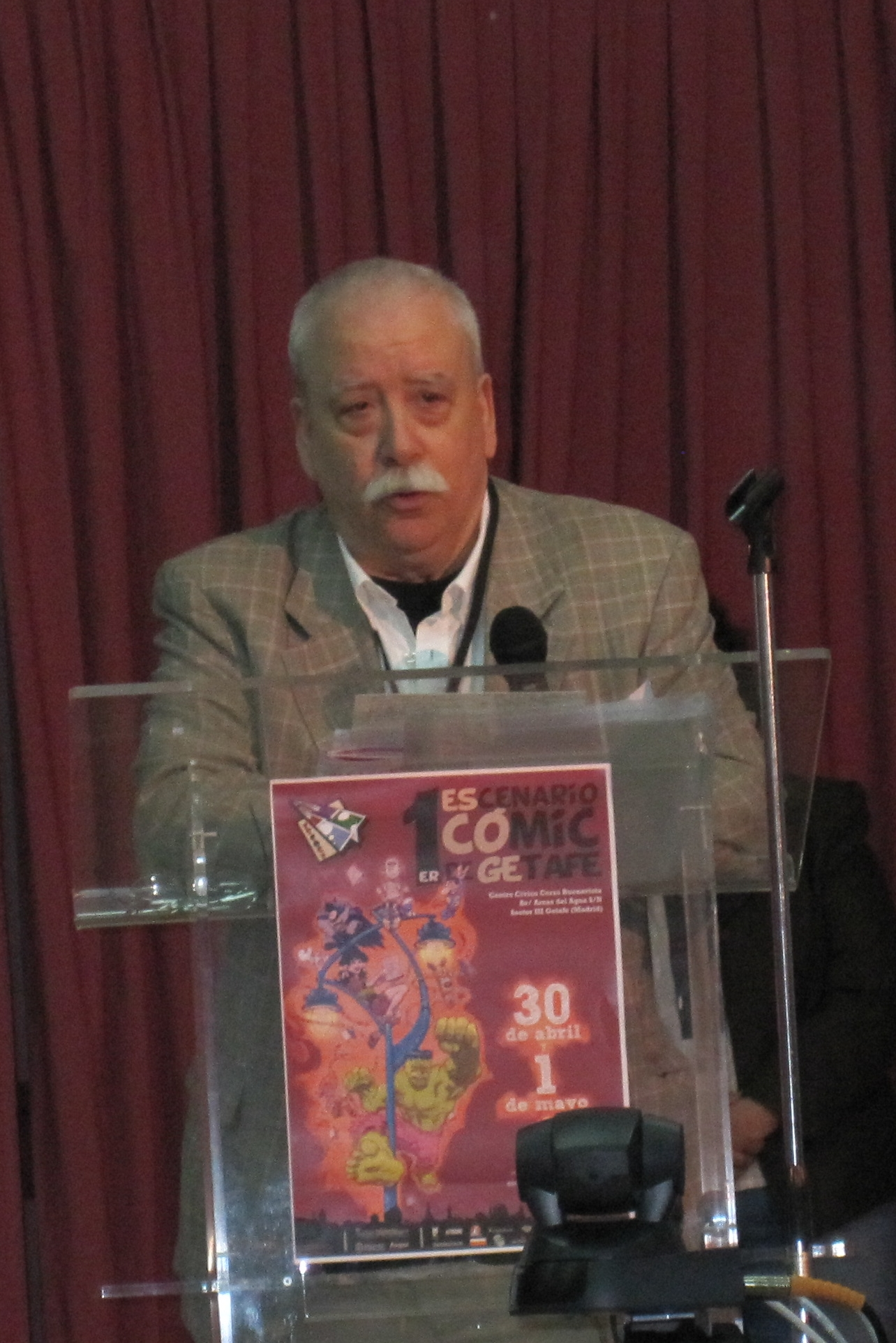
Antonio Martín, el 2011.

Aquests còmics, autoconclusius, tenien una longitud en la seva majoria d'una o dues pàgines -tal com era usual en l'estil de l'editorial-, amb moltes vinyetes petites; Antonio Martín ha comentat en el seu pròleg de la gènesi de Super Llopis, que aquestes estaven construïdes sobre arguments mínims i temes banals, i giraven al voltant de les velles i ja desgastades anècdotes de l'humor Bruguera. Considerava aquest estil antiquat, i més tard recordaria aquestes tires «com una col·lecció de ximpleries dibuixades sense ganes i amb els ulls posats en el futur». El dibuixant va arribar fins i tot a declarar a Rafael González que veia estúpids els còmics de l'editorial, però, tot i la deteriorada relació entre tots dos, continuava col·laborant gràcies al suport de Miguel Pellicer (director del departament de infantils) i el beneplàcit de Francisco Bruguera (propietari de l'editorial). Tot i que el format no era del seu grat, esperava, tot confiant en una renovació de l'empresa a la recerca de sobreviure a la crisi en la qual estava sumida, que aquesta es modernitzés, per així poder desenvolupar posteriorment el personatge al seu gust. En aquestes circumstàncies, davant les imposicions marcades per Bruguera sobre guions i humor es va negar a realitzar-los, i part d'ells (lliurats al dibuixant generalment en fulles grogues mecanografiades) van recaure en Conti, qui els va signar a vegades amb el pseudònim de Pep, mentre que altres es van deixar fins i tot sense signar. Francisco Pérez Navarro, conegut com a Efepé, es va fer càrrec també d'alguns guions, els quals Jan definiria posteriorment com «menys babaus i en general millors». Un dia de lliurament, Efepé i Jan (els qui no es coneixien encara personalment) van coincidir a la sala d'espera de Bruguera; després comentar-li aquest últim sobre el seu cansament amb els guions que li proporcionava l'editorial, Pérez Navarro li va proposar realitzar-li uns de prova; el dibuixant va convidar al seu estudi i va quedar satisfet amb la feina, el que va propiciar la seva col·laboració en l'etapa posterior del personatge.
En aquestes aventures es presenta a un Super Llopis casat, més maldestre i humà, preocupat en major mesura pels seus problemes a l'oficina que per les seves baralles amb superdolents. Els còmics van aparèixer publicades en revistes com Tío Vivo (2a època), Zipi y Zape o Mortadelo Gigante, i es va realitzar un recull d'aquestes en l'àlbum n.º 13 de la col·lecció Olé! anomenat El gènesi de Super Llopis, que també conté còmics l'etapa anterior a Euredit.
Jan va concebre la seva paròdia de Superman a la manera d'un espanyol mitjà d'allò més comú i corrent; «En clau de matrimoni hortera», perquè li semblava el més proper al públic de l'època. Aquest personatge, davant les dificultats quotidianes que no pot resoldre i que el frustren, adopta com a vàlvula d'escapament la tàctica de imaginar-se que és un superheroi. Els acudits corresponents a aquest tom, traçades amb línia de rotring sobre fulles de paper foli i amb una extensió de fins a quatre vinyetes, compten amb un dibuix de traç simple i expressiu, i presenten, tot i les limitacions del format i de mantenir poca connexió o continuïtat entre elles, gags efectius sobre Superman, acudits muts més aviat «domèstics», que mínimament tenen a veure amb el personatge posteriorment desenvolupat en còmics de Super Llopis d'Ediciones B.

#### Col·laboració estable amb Efepé
El 1978 Rafael González va acabar per jubilar-se, i va resultar substituït en el càrrec de la direcció editorial per Ana María Palé. Jan, gràcies a la seva amistat amb Miguel Pellicer, va reprendre el personatge el 1979 per Bruguera, amb Efepé com a guionista. Les aventures comptaven amb un format més extens, primer en còmics curts fraccionats de vuit pàgines a la revista Mortadelo Especial i més endavant en àlbums Olé!, amb publicacions regulars de cada aventura recopilada. Aquests àlbums van permetre l'enlairament de la sèrie, i van començar al seu torn a publicar recopilats en tapa dura a la col·lecció Super Humor. A partir d'aquesta etapa, els còmics de Super Llopisl van seguir una línia argumental amb una continuïtat més sòlida entre elles, en uns còmics inicials on cobrava més protagonisme un humor absurd i paròdic. El tàndem Efepé - Jan creava així la base per sustentar les aventures posteriors del superheroi.
Efepé, coneixedor del món dels superherois, va idear per Les aventures de Super Llopis una trama inicial en què es parodia al Superman de DC Comics, amb nombroses referències a l'original. Lluny de detenir-se en això, en els següents àlbums es va continuar amb la paròdia de multitud d'herois i dolents dels comic books de superherois estatunidencs. D'aquesta manera, en els les dos històries següents (El supergrupo i ¡Todos contra uno, uno contra todos!) entrava en escena El Supergrup, una sàtira consistent dels grups de superherois, com ara Els Venjadors, Els 4 Fantàstics, X-Men o The Defenders (Els Defensors), on cada integrant del grup constitueix una paròdia de superherois nord-americans. Ricardo Aguilera i Lorenzo F. Díaz indiquen a més que l'estructura dramàtica aportada per Efepé recorda al Goscinny d'Astèrix.

#### Jan com a guionista
Riures de Superman en clau espanyola va permetre a Jan descobrir una eina per explicar els seus còmics. Amb el personatge ja definit en els números anteriors, succeïa que a Jan no li interessava especialment la crítica continuada de superherois, «ja que en realitat això equivalia a fer una altra més», i preferia treballar amb les seves pròpies idees, més enfocades al món real que l'envoltava que a les coordenades típiques d'aquests. El 1980, després de diverses circumstàncies personals i alguns retards en el lliurament dels guions per part d'Efepé, el dibuixant va decidir prendre les regnes d'aquests i deslligar a Super Llopis de la trama de superherois iniciada amb el Supergrup, a partir del quart número, Los alienígenas. Així, va abordar temàtiques tan variades com la ciència-ficció (Los alienígenas, La caja de Pandora), la fantasia (El señor de los chupetes), la sèrie negra (La semana más larga) o el món del cinema (La gran superproducción).

Des de Els extraterrestres els números de la sèrie són realitzats íntegrament per ell.

En Els extraterrestres també es va produir un canvi substancial en l'estètica del personatge, per la seva condició inicial de paròdia: el vestit de Super Llopis s'assemblava al de Superman, de tal manera que l'anagrama de l'original va ocasionar problemes entre DC Comics i Bruguera. L'editorial nord-americana, que distribuïa Superman a Espanya també a través de Bruguera, va al·legar davant la possibilitat de perdre vendes que Super Llopis es tractava d'un plagi i, tot i que no hi va haver problemes legals, DC Comics va exercir pressions que van impedir publicar el personatge en altres països com França o Bèlgica, i també va pressionar a Bruguera perquè deixés d'utilitzar al Supergrup. l'assumpte del logo li causava però indiferència a Jan i, després d'arribar a un compromís entre les editorials, la S es va modificar finalment per una altra amb un traç molt més simple -encara que l'autor afirma que ho va fer perquè fos més fàcil i ràpida de dibuixar-, que és l'usat des de llavors. Tot i que aquest canvi es va realitzar durant l'aventura d'Els extraterrestres, a la portada de Tots contra un, un contra tots! Super Llopis ja apareixia amb el nou logo.
Entre 1981 i 1983 el ritme de publicació de la col·lecció va disminuir, a causa que l'editorial Bruguera va demanar als seus dibuixants nous personatges amb els quals rellançar la seva revista infantil Pulgarcito. Jan va continuar, tot i això, ideant còmics de Super Llopis per a Bruguera fins que l'editorial va fer fallida, el que va causar que la gran superproducció quedés a mig publicar a la nova revista Superlópez.

#### Ediciones B (1987 - 2022)

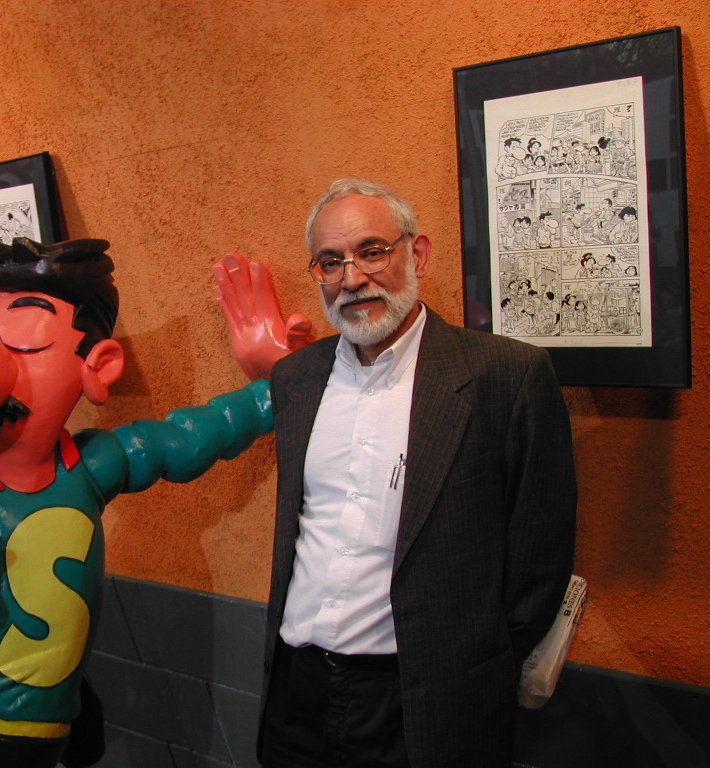
Jan en l'exposició del Saló del Còmic de Barcelona dedicada a la seva obra el 2003.

La fallida de l'editorial va obligar a Jan a aturar la creació de noves aventures del superheroi fins a 1987, quan Ediciones B va assumir finalment els fons i les llicències de Bruguera, i amb això els drets de Super Llopis. Alhora, la nova editorial va crear una altra publicació amb la capçalera Super Llopis que es va mantenir durant 4 anys. El 1990 el personatge es va incorporar fugaçment a la revista Yo y Yo per acabar recalant l'any següent en Mortadelo. La publicació per entregues de les aventures del personatge va cessar finalment el 1996, amb un únic capítol editat d'El infierno. Ediciones B ha publicat des de llavors les noves aventures del personatge -a més de reedicions de les anteriors- en les seves col·leccions Fans (anteriorment Olé!), Super Humor i Magos del Humor.
En 2012 va publicar Estranys al museu de Ripoll originalment en castellà, que va ser publicat en català en 2014. D'altra banda, el 2013, amb motiu del 40 aniversari de la creació del personatge, Jan va col·laborar de nou amb Efepé per a la realització de l'àlbum Otra vez el Supergrupo, on tornava a fer aparició el supergrupo.
Així mateix, Super Llopis s'ha publicat en altres revistes o publicacions com la col·lecció Gran Festival Del Còmic d'Ediciones Bruch, el suplement Gente Menuda del diari ABC, El Periódico de Catalunya o el diari El Mundo. Durant aquest període d'Ediciones B cal ressaltar el descens en el nombre de pàgines de cada àlbum, a causa de imperatius editorials: de les 62 pàgines de què consta El dios del bit es passa a les 48 dels següents àlbums. A causa d'aquesta limitació de format Jan va haver de canviar el ritme i complexitat dels seus còmics. En comparació amb la seva etapa a Bruguera, l'autor ha expressat sentir-se amb més llibertat, professionalitat i confiança en el seu tracte amb Ediciones B.
El febrer de 2022, Jan anuncià que Sueños frikis seria l'últim dels que publicaria protagonitzat per Super Llopis.

## Còmics i publicacions
Des del naixement del personatge, amb l'edició en 1973 del volum apaïsat Super Llopis per part de l'editorial Euredit, la sèrie s'ha publicat en diversos formats i col·leccions, primer de forma seriada en revistes i més tard i principalment en format àlbum. A continuació es presenta una llista de les aventures de Super Llopis ordenades tal com són recopilades (l'ordre coincideix amb la de publicació original amb l'excepció de El Génesis De Superlópez i d'algunes històries reeditades a 25 Años De Superlópez), que són anteriors al primer número de les recopilacions:

| Llista de còmics | \| 1. Aventuras De Superlópez (traduït a la col·lecció Mestres de l'humor núm. 10, L'origen d'en Super Llopis, excepte dues històries: Guerra en la dimensión oscura i La increíble Maza) 2. El Supergrupo (traduït a la col·lecció Mestres de l'humor núm. 14, "El Supergrup", excepte ¡El Supergrupo en Acción! i Las Vacaciones del Supergrupo, que es van incloure a Mestres de l'humor nº18, "El Supergrup en acció") 3. ¡Todos Contra Uno, Uno Contra Todos! (traduït parcialment en la col·lecció Mestres de l'humor núm. 18, El Supergrup en acció) 4. Los alienígenas 5. El señor de los chupetes 6. La semana más larga 7. Los cabecicubos 8. La caja de Pandora 9. La gran superproducción 10. Al centro de la Tierra 11. Cachabolik Blues Rock i El fantasma del Museo Del Prado 12. En el país de los juegos, el tuerto es el rey... 13. El Génesis De Superlópez 14. El asombro del robot i Una vez, en una ciudad... 15. La espantosa, extraña, terrífica historieta de los petisos carambanales i Petisoperías 16. Los cerditos de Camprodón 17. Periplo búlgaro i El tesoro del conde Arnau 18. La Banda Del Dragón Despeinado (Yakuza) i La bomba 19. Hotel Pánico i La Cosa del pantano, el flautista de Hamelín y otras soserías 20. Un camello subió al tranvía en Grenoble y el tranvía le está mordiendo la pierna 21. El tesoro del Ciuacoatl 22. Los ladrones de ozono 23. El castillo de arena 24. La aventura está en la esquina 25. Tyrannosaurus sect 26. Los Gemelos Superlópez 27. La Acera Del Tiempo 28. El Infierno 29. Los Gemelos Superlópez: Vamos A Ver Elefantes... 30. Los Cybernautas 31. El Supercrack 32. Las Minas Del Rey Soplomón 33. 25 Años De Superlópez 34. Otra Vez Lady Araña 35. La Guerra De Lady Araña 36. Adiós Lady Araña 37. El Dios Del Bit 38. El Caserón Fantasma 39. Nosotros Los Papino 40. El Gran Botellón 41. El Patio De Tu Casa Es Particular 42. Monster Chapapote 43. Les Muntanyes Voladores (Las Montañas Voladoras) 44. Tras La Persiana... 45. Gritad, Gritad, Malditos... 46. La Casa Amarilla 47. La Feria De La Muerte 48. Politono Hamelín 49. Hipotecarión 50. Iba Caminando... 51. En Busca Del Templo Perdido... 52. La Brújula Esdrújula 53. Tú, Robot... 54. La Biblioteca Inexistente 55. ¡A toda crisis! 56. El Virus Frankenstein 57. El Mundo De Al Lado 58. Elecciones En Kaxim 59. El Abejón Rey 60. Asesinato En El Toral Express 61. Estranys al museu de Ripoll (Asalto al museo) 62. Los Recorta Planetas 63. Otra Vez El Supergrupo 64. El Ladrón Del Tiempo 65. El Gran Desahuciador 66. El Supergrupo Y La Guerra De Las Latas 67. La Montaña De Diamantes 68. Tres Pizzas Y Un Muerto 69. El Supergrupo Contra Los Demoledores 70. Mambrú Se Va A La Guerra 71. En El Laberinto 72. El Supergrupo Contra Los Ejecutivos 73. Gran Auténtico Vidente Curandero 74. El Trastero Infinito 75. El Supergrupo Contra El Papa Cósmico 76. Menguante 77. Nuevas aventuras de Mambrú 78. Superlópez XXL 79. Robinson 80. La isla de basura 81. El secreto de la biblioteca 82. El bullying de las sorpresas 83. La invasión de los huertos vivientes 84. Los influyentes influencers 85. Viento en los dedos 86. Juegos de Ballenas (2021) 87. Sueños frikis (2022) \| |
| | |
| 1. Aventuras De Superlópez (traduït a la col·lecció Mestres de l'humor núm. 10, L'origen d'en Super Llopis, excepte dues històries: Guerra en la dimensión oscura i La increíble Maza) 2. El Supergrupo (traduït a la col·lecció Mestres de l'humor núm. 14, "El Supergrup", excepte ¡El Supergrupo en Acción! i Las Vacaciones del Supergrupo, que es van incloure a Mestres de l'humor nº18, "El Supergrup en acció") 3. ¡Todos Contra Uno, Uno Contra Todos! (traduït parcialment en la col·lecció Mestres de l'humor núm. 18, El Supergrup en acció) 4. Los alienígenas 5. El señor de los chupetes 6. La semana más larga 7. Los cabecicubos 8. La caja de Pandora 9. La gran superproducción 10. Al centro de la Tierra 11. Cachabolik Blues Rock i El fantasma del Museo Del Prado 12. En el país de los juegos, el tuerto es el rey... 13. El Génesis De Superlópez 14. El asombro del robot i Una vez, en una ciudad... 15. La espantosa, extraña, terrífica historieta de los petisos carambanales i Petisoperías 16. Los cerditos de Camprodón 17. Periplo búlgaro i El tesoro del conde Arnau 18. La Banda Del Dragón Despeinado (Yakuza) i La bomba 19. Hotel Pánico i La Cosa del pantano, el flautista de Hamelín y otras soserías 20. Un camello subió al tranvía en Grenoble y el tranvía le está mordiendo la pierna 21. El tesoro del Ciuacoatl 22. Los ladrones de ozono 23. El castillo de arena 24. La aventura está en la esquina 25. Tyrannosaurus sect 26. Los Gemelos Superlópez 27. La Acera Del Tiempo 28. El Infierno 29. Los Gemelos Superlópez: Vamos A Ver Elefantes... 30. Los Cybernautas 31. El Supercrack 32. Las Minas Del Rey Soplomón 33. 25 Años De Superlópez 34. Otra Vez Lady Araña 35. La Guerra De Lady Araña 36. Adiós Lady Araña 37. El Dios Del Bit 38. El Caserón Fantasma 39. Nosotros Los Papino 40. El Gran Botellón 41. El Patio De Tu Casa Es Particular 42. Monster Chapapote 43. Les Muntanyes Voladores (Las Montañas Voladoras) 44. Tras La Persiana... 45. Gritad, Gritad, Malditos... 46. La Casa Amarilla 47. La Feria De La Muerte 48. Politono Hamelín 49. Hipotecarión 50. Iba Caminando... 51. En Busca Del Templo Perdido... 52. La Brújula Esdrújula 53. Tú, Robot... 54. La Biblioteca Inexistente 55. ¡A toda crisis! 56. El Virus Frankenstein 57. El Mundo De Al Lado 58. Elecciones En Kaxim 59. El Abejón Rey 60. Asesinato En El Toral Express 61. Estranys al museu de Ripoll (Asalto al museo) 62. Los Recorta Planetas 63. Otra Vez El Supergrupo 64. El Ladrón Del Tiempo 65. El Gran Desahuciador 66. El Supergrupo Y La Guerra De Las Latas 67. La Montaña De Diamantes 68. Tres Pizzas Y Un Muerto 69. El Supergrupo Contra Los Demoledores 70. Mambrú Se Va A La Guerra 71. En El Laberinto 72. El Supergrupo Contra Los Ejecutivos 73. Gran Auténtico Vidente Curandero 74. El Trastero Infinito 75. El Supergrupo Contra El Papa Cósmico 76. Menguante 77. Nuevas aventuras de Mambrú 78. Superlópez XXL 79. Robinson 80. La isla de basura 81. El secreto de la biblioteca 82. El bullying de las sorpresas 83. La invasión de los huertos vivientes 84. Los influyentes influencers 85. Viento en los dedos 86. Juegos de Ballenas (2021) 87. Sueños frikis (2022) | |

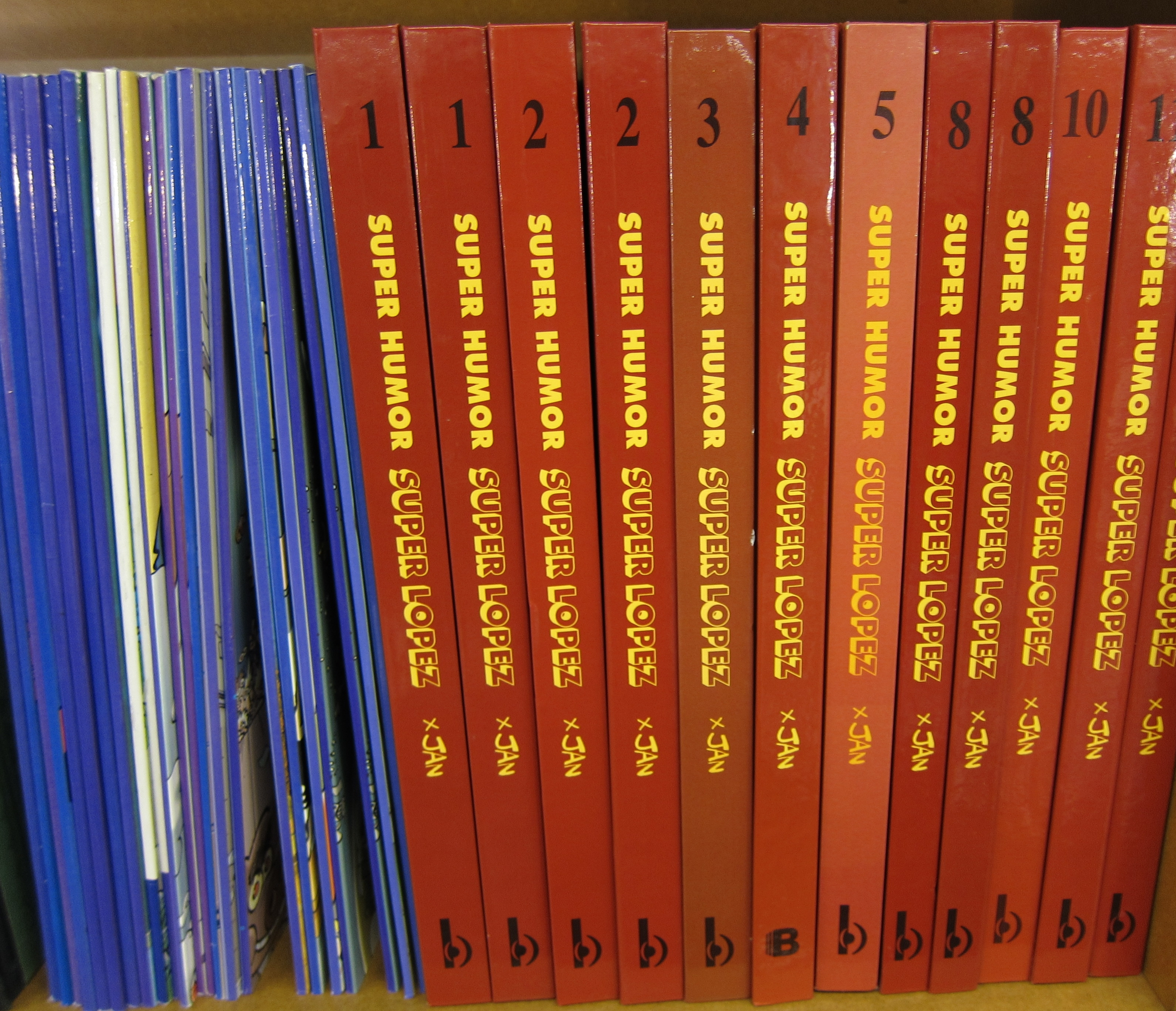
A l'esquerra, àlbums de la col·lecció Fans Superlópez; a la dreta, volums recopilatoris en tapa dura de la col·lecció Super Humor Superlópez.

El 1979 va començar a publicar-se per capítols les aventures de Super Llopis a la revista Mortadelo Especial de Bruguera. La caja de Pandora es publica per la seva part a Mortadelo, mentre que La gran superproducción no va arribar a publicar íntegra en la nova revista Superlópez, de la qual només es van arribar a editar tres nombres de març a maig de 1985. Més tard, Ediciones B va començar a incloure des de 1987 les aventures del personatge en una nova publicació amb la capçalera Super Llopis, la qual va desapareix en 1990. Super Llopis va passar a formar part llavors de la plantilla de personatges de Yo y Yo i, el 1991, de Mortadel·lo, alternant entre les seves edicions extra i Súper fins a l'any 1996 quan, tot just començada la serialització de l'infern, les revistes de còmics d'Ediciones B deixen d'editar-se. Així mateix, el còmic curt El Phantasma de la Teleuve es va publicar en 1981 en el nombre extraordinari de Mortadel·lo 25 Aniversari de TVE, i la sèrie Els Bessons Super Llopis per Zipi y Zape.
D'altra banda, a partir del 1980, Bruguera havia començat a publicar les aventures de Superlópez en àlbums en la col·lecció Olé !, la qual es convertiria més tard en l'edició més llarga i popular de les aventures del personatge. La següent etapa de la col·lecció va continuar el 1987, amb la publicació per part d'Ediciones B de volums amb formats de diverses mides i portades amb i sense relleu. Les diferents edicions van mantenir les característiques bàsiques de publicació en tapa tova amb 64 pàgines i venda, principalment, en quioscs de premsa. El 2002 la col·lecció Olé! va ser substituïda per la col·lecció Fans, separant d'aquesta manera de la presentació conjunta amb Mortadelo i Filemó. Sota la nova col·lecció es van publicar les noves aventures, de 48 pàgines i, al mateix temps, es van anar reeditant alguns números antics, mantenint la numeració i les característiques dels últims Olé! (Tapa tova, 29x21cm, portada sense relleu, 64 pàgines) fins a 2010, any en què Fans va deixar de publicar-se.
A més, el 1981 Bruguera va publicar el número 6 de Oye Mira, dedicat als superherois del còmic i que contenia diversos materials de Super Llopis, com alguns acudits de 1973 redibuixats, o informació sobre el personatge que després seria al seu torn recopilada en 25 anys de Super Llopis. La revista venia acompanyada d'un casset musical, produït per Belter, que incloïa una cançó dedicada a Super Llopis i interpretada per Regaliz.

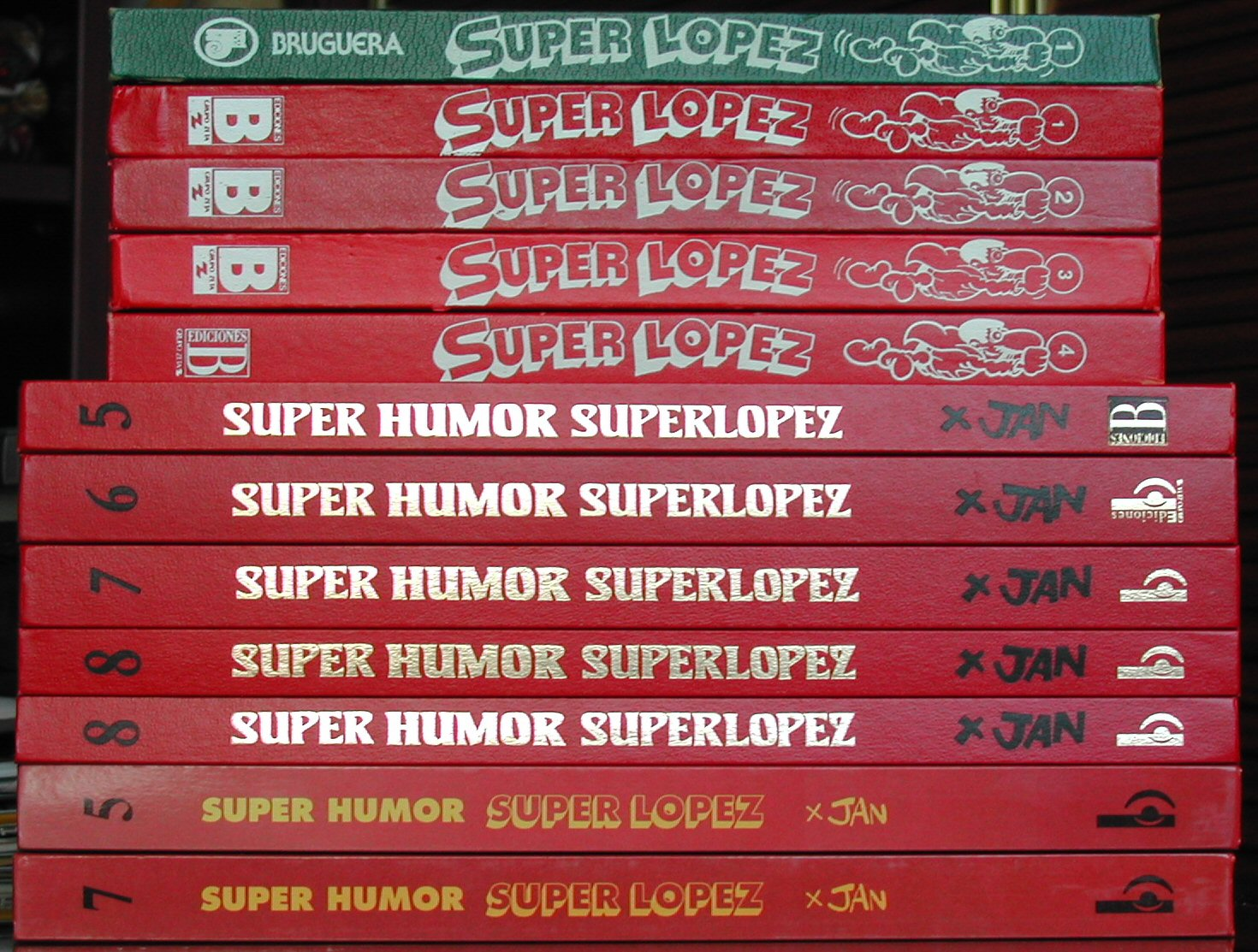
Comparativa dels diferents formats de Super Humor que ha tingut Super Llopis per ordre cronològic.

Bruguera, en 1982 i sota la col·lecció Super Humor Superlópez, va editar també un tom que recopilava les cinc primeres aventures del personatge. Es tractava d'una edició en toms de tapa dura i amb llom vermell, si bé alguns exemplars es van editar amb llom de color verd. Ediciones B va reprendre la col·lecció, reeditant el primer volum de Bruguera i mantenint el mateix format inicial de cinc aventures i llom vermell. A partir del cinquè número, coincidint amb el canvi de format de la col·lecció Olé!, es va augmentar les dimensions dels toms de la col·lecció Super Humor, i posteriorment es van tornar a reeditar els tres primers volums sota aquest mateix format. A partir del vuitè tom es va reduir el nombre d'aventures incloses a quatre, i en la tretzena entrega, únicament a tres.
El 1988 Ediciones Bruch va publicar diversos toms amb recopilacions de les aventures de la sèrie, com a part de la col·lecció Gran Festival Del Cómic, que també incloïa altres toms amb obres de Francisco Ibáñez com Pepe Gotera y Otilio. Tot i l'enquadernació de qualitat, còmics com Los alienígenas y la caja de Pandora van quedar inacabades.
Entre 1989 i 1990 Ediciones B va llançar a més una edició de les primeres aventures de Super Llopis -amb guions de Efepé- en una col·lecció d'àlbums de diversos personatges denominats Magos del Humor, encara que la major part corresponia a lliuraments de Mortadel·lo i Filemó. Els àlbums venien en tapa dura, 48 pàgines i sota la mateixa numeració conjunta, i per adaptar les aventures a les característiques de la col·lecció, van haver d'eliminar alguns còmics de Les aventuras de Superlópez, El supergrupo es va dividir en dos àlbums, i Todos contra uno, uno contra todos! no va arribar a aparèixer sencer. Més tard, el 2002, Super Llopis va retornar a la col·lecció amb El Caserón Fantasma i, el 2010, després de la fi de la col·lecció Fans, es va convertir en l'únic format de llançament de les aventures individuals.
D'altra banda, el diari ABC va reeditar en la 3a època (1989-1999) del seu suplement Gente Menuda moltes de les aventures del personatge, amb un ritme de publicació de dues pàgines per número, utilitzant també diverses portades de la revista Superlópez. El Periódico de Catalunya va incloure de 1989 a 1990 algunes aventures amb el mateix ritme de publicació en el seu suplement dominical de còmics. Es van realitzar altres edicions per vendre-les com a promoció al costat de diaris com Las Provincias o La Verdad (amb format grapa i 48 pàgines), i El Mundo (en 2005 i 2006, en edició de butxaca). El 2009, RBA li va dedicar el desè primer tom dins del seu col·leccionable Clásicos Del Humor.

### Edicions en diferents llengües

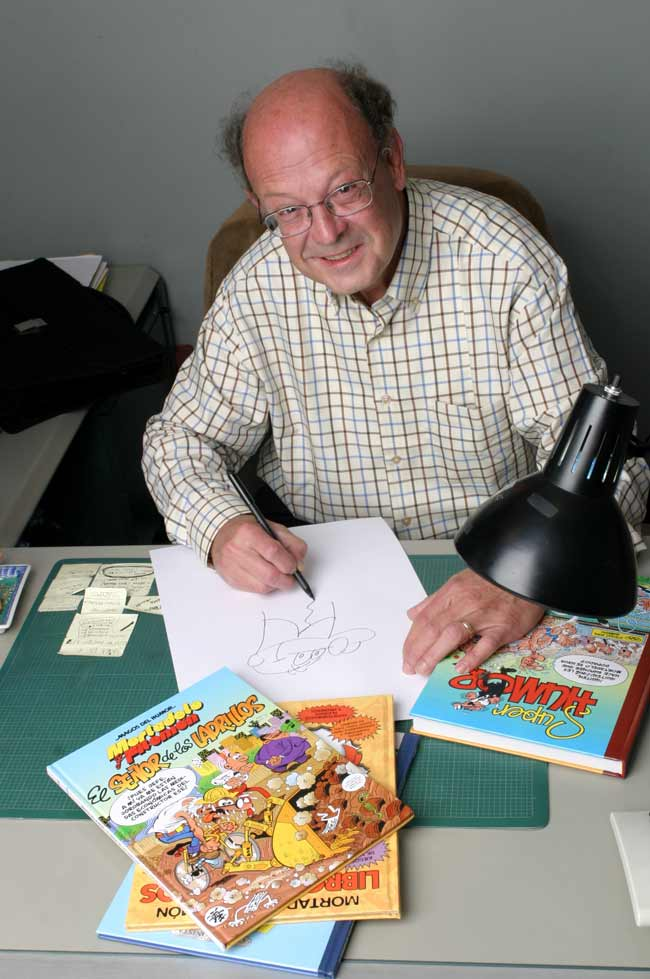
En la publicació de Super Meier a Alemania van atribuir erròniament a Ibáñez com l'autor de l'obra.

A partir de l'edició de Los alienígenas els signes d'admiració de les onomatopeies es van eliminar per facilitar la traducció a altres idiomes de manera que calgués modificar únicament el text de les bafarades. No obstant això, només es van traduir a Alemanya amb el nom de Super-Meier tan sols dotze números entre 1980 i 1986, un número a Dinamarca (imprès a Bèlgica) amb el títol de Superdan i a Noruega amb el títol de Superegon. Aquesta poca difusió fora de les fronteres es deu a la pressió exercida per DC Comics; Bruguera no va cedir pel que fa a Espanya i Alemanya, però en els altres països hi va haver de deixar-ho, i l'editorial americana va aconseguir evitar la publicació en francès a països com França o Bèlgica. En el número 37 de la revista Superlópez d'Ediciones B, a més, s'indica una edició sueca amb el nom de Super Nilsson. El 1988, també es van publicar algunes de les aventures de Superlópez a Grècia, a la revista αγόρι. Jan, en tot cas, no ha estat molt interessat en la publicació en altres idiomes fora de les fronteres, perquè no pot controlar la traducció dels textos. Amb la publicació del primer número a Alemanya, es va cometre fins i tot l'error d'indicar com a autor en el seu lloc a Francisco Ibáñez, i quan se'ls va informar de l'error, l'editorial alemanya va rectificar presentant a Jan com a autor sorgit de l'estudi d'Ibáñez.
Existeixen així mateix edicions en català dels primers números en la col·lecció Mestres de l'humor, la traducció del format Magos del Humor d'àlbums de tapa dura i 48 pàgines, que la Generalitat de Catalunya es va comprometre a subvencionar. El 2005 el comú de Canillo, a Andorra, va encarregar i va repartir entre els seus habitants una edició limitada a 1000 exemplars de Les Muntanyes Voladores. Es tracta d'una traducció al català de Las montañas voladoras, aquesta vegada respectant el nom original del personatge, Superlópez.
En gallec, a càrrec de l'editorial Cerditos de Guinea, es va realitzar una edició el 2010 de La caja de Pandora, traduïda com A caixa da Pandora, amb una nova contrapartada dibuixada per Jan.

## Personatges

### Joan Llópis/Super Llopis
Super Llopis (Superlópez a l'original en castellà) va néixer al planeta Xitó sota el nom d'Alertambell (Jo-Con-él a l'original) i, després de colar-se en un coet, va arribar a la Terra sent encara nadó. Es poden notar les similituds amb la història de Superman, qui va néixer a Kriptó i va ser anomenat Kal-El. Després de l'aterratge, el nen és adoptat per la família Llopis —una parella d'ancians residents a Lleida, amb el nom de Joan Llopis (Juan López, a l'original, el nom de l'autor). Per anomenar al personatge, Jan buscava un nom que fos paradigma d'una personalitat mitjana correntíssima, i que finalment va trobar-ho en el seu propi. Llopis creix intentant intentant portar una vida normal alhora que s'esforça a controlar els seus superpoders i combatre el mal. Ja en la seva maduresa, el personatge comença a treballar com un comptable corrent en una oficina, a Barcelona.

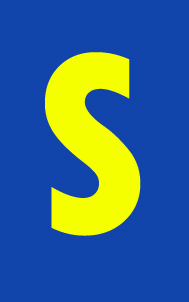
Lletra S similar a la utilizada per Super Llopis en el seu vestit a partir de Los alienígenas.

Llopis, oficinista de vida grisa i fanàtic de l'equip de futbol Parchelona FC, és representació de l'espanyol mitjà. Sobre això, al número 6 de la sèrie col·leccionable Oye Mira publicat per Bruguera el 1981, Jan va explicar: 
| « | (castellà) Superlópez es un vulgar y corriente superhéroe con todos los poderes, superpoderes y extrapoderes que los señores López sueñan poseer como contrapartida de sus diarias frustraciones. Es el mismo López, Gómez, Rodríguez, del colmado, del estanco, de la oficina, de la peluquería, etc.... En suma, que Superlópez somos todos. | (català) «Super Llopis és un vulgar i corrent superheroi amb tots els poders, superpoders i extrapoders que els senyors López somien posseir com a contrapartida de les seves frustracions diàries. És el mateix López, Gómez, Rodríguez, del colmado, de l'estanc, de l'oficina, de la perruqueria, etc.... En suma, que Super Lopis som tots». | » |

Per la seva banda, l'aspecte de Super Llopis és peculiar: compta amb bigoti i cabells negres (encara que amb el temps se li van afegir cabells blancs) i porta un vestit blau, similar a un pijama, que li cobreix completament excepte el cap i les mans. Al pit porta una gran S groga i, igual que Superman, porta una capa vermella i uns calçotets de slip negres per sobre dels pantalons. Així mateix, el protagonista compta amb Villa Soledad, a l'estil de la Fortress of Solitude (Fortalesa de la Soledat) del superheroi de DC Comics, un habitatge situat a l'Àrtic i utilitzat com a lloc de retir. Al principi, el personatge oculta la seva identitat secreta sota unes ulleres, igual que Clark Kent, però a La caixa de Pandora se li trenquen i deixa d'usar-les. El nom dels seus companys de treball tampoc és casual si s'observa el paral·lelisme de Lluïsa Llanes (Luisa Lanas a l'original) amb Lois Lane (núvia de Superman) i de Jaume González (Jaime González a l'original) amb Jimmy Olsen (company de Clark Kent), així com amb el personatge del cap, sense nom definit, i Perry White.
Superlópez compta amb una gran diversitat de superpoders, propis de la seva condició d'extraterrestre, encara que a Els alienígenes sembla perdre'ls si no té posat el seu vestit: no pot volar i s'estavella dues vegades contra la vorera. Concretament, alguns dels seus superpoders són superforça, vol, supervelocitat, visió de raigs X, supervista, superoïda i superbufera, els quals augmenten com més enfadat està. També és molt resistent a qualsevol tipus d'impacte —si bé, en ser copejat per bales sí que sembla que el fan mal— i pràcticament invulnerable, excepte per la chiktonita, que li produeix al·lèrgia. La posició que utilitza Superlópez per volar és curiosa, ja que a partir de Los Alienígenas ho fa amb els punys en forma de banyes. D'altra banda, el vestit en si sembla constar d'algunes altres propietats interessants, com ara la impermeabilitat —protegeix el còdex a El tesoro del Ciuacoatl— i la incombustibilidad, tal com es pot observar al comparar-ho amb les capes falses de El infierno.

#### Personatges secundaris
- Jaume González Lidenbrock (Jaime González Lidenbrock a l'original en castellà): és company de feina de Joan i Lluïsa. Amb cabell ros arrissat i un gran nas corbat cap avall, Jaume realitza en els primers còmics un paper de personatge xivato i vil, que desconfia de Llopis. Més tard, el personatge evoluciona i perd aquest caràcter malèvol fins a convertir-se en bon amic de Superlópez i coprotagonista de moltes de les seves aventures.[65] Apareix per primer cop a "Contra Llum Lluminosa" (titulada originalment "Contra Luz Luminosa").[56][66]

- Lluïsa Llanes (Luisa Lanas a l'original): també companya de feina, núvia de Joan i amiga de Jaume. Té un caràcter una mica absorbent i dominant, amb mal geni però malgrat tot, ingènua.[67] Al contrari que Lois Lane, no suporta el personatge de superheroi de Superlópez. Apareix per primer cop a "Contra el gladiador galàctic" ("¡Contra El Gladiador Galáctico!" a l'original).[56][66] En aquesta historieta només és anomenada "Senyoreta Llanes", en la primera vinyeta que apareix.

- El director, sovint anomenat "Dire": el director de l'empresa -la qual pateix durant la sèrie nombrosos canvis d'ocupació- on treballen Joan, Jaume i Lluïsa. És un personatge calb, amb ulleres i obès, que acostuma a portar trajo i a fumar purs habans.[65] Té un protagonisme especial en alguns números com Los cabecicubos, Periplo búlgaro, El Tesoro del Ciuacoatl, La banda del dragón despeinado o El infierno, on arriba fins i tot a intentar vendre la seva ànima per aconseguir lèxit de la seva empresa.[68][61]

#### Personatges recurrents
Els noms següents no han estat encara esmentats en català:
- Inspector Hólmez: inspector de policia admirador de El Inspector Dan, porta indefectiblement una gavardina i barret beix. No gaire espavilat, excessivament burocràtic i poc eficient, sol trobar Super Llopis en les sortides en què intervé.[61]

- Martha Hólmez: filla de l'Inspector Hólmez, és una noia intel·ligent i idealista que apareix per primera vegada a Los cabecicubos sota el rol d'una atracadora de bancs. Més endavant, Super Llopis la convenç per canviar el hobby de col·leccionar els botins pel de la il·lustració.[65]

- Chico Humitsec: apareix per primer cop a Los cerditos de Camprodón, com un adolescent que domina la informàtica. A partir de Un camello subió... té més protagonisme, després de conèixer la Martha.

- Escariano Avieso: aquest calb i inquietant inventor, uniformat invariablement amb bata blanca i ulleres negres, realitza la seva primera aparició aLa semana más larga. De malèvoles intencions, és molt despistat i desorganitzat, fins al punt que com a calçat sempre porti una sabata en un peu i una sabatilla a l'altra. Tot i això, les seves nombroses creacions -basades habitualment en els circuits escarolitròpic-gmnèsics de la seva invenció i orientades al crim- donen més d'un maldecap a Superlópez, encara que l'aplicació pràctica dels seus invents sol ser poc útil.[61] S'ha associat en alguna ocasió amb altres antagonistes com Al Trapone, Refuller D'Abastos o Nasty.com.

- Al Trapone: és un gàngster, cap d'una banda de delinqüents. La seva banda la formen personatges el nom dels quals o el nom fa referència al seu aspecte, com Carasucia, Carapincho, Caracortada o Pistolet, entre d'altres.[61] Sempre va en negocis il·legals i de vegades s'ha associat amb el professor Escariano Avieso o Refuller D'Abastos.

- Refuller D’abastos: geperut, estafador, corrupte i calb, el podem veure en la seva primera aparició com a ministre de Tontecarlo a En el país de los juegos, el tuerto es el rey. Més tard es va independitzar dedicant-se a altres negocis com el tràfic de drogues, i va establir relacions amb Al Trapone, Escariano Avieso o Nasty.com. Lady Araña formaba parte de su banda.

- Lady Araña: Aquesta malvada i manipuladora pèl-roja compta amb tota una trilogia dedicada a ella. Va estar a la banda de Refuller D'Abastos fins que es va establir pel seu compte. Posteriorment va decidir muntar una floristeria per retirar-se temporalment de la delinqüència. Té un caniche assassí de nom Tauró, i un fill anomenat Nasty.com, expert cracker informàtic, nen prodigi, egocèntric i vanitós.

- General Sintacha: general de l'exèrcit, apareix per primera vegada a "El malson atòmic", la seva única aparició traduïda fins ara al català, on només se l'anomena general. És internat repetidament al manicomi a Los alienígenas. Té un paper destacat a Los cabecicubos, i intervé posteriorment en altres aventures com Los ladrones de ozono o La feria de la muerte.

#### El Supergrup
Super Llopis forma part d'un grup en els àlbums 2 i 3, al final del qual deixa el grup, però es troben en algunes ocasions. Els altres components són els següents:
- Capità Hispània[69] (Capitán Hispania a l'original en castellà), va tenir la idea de formar el grup. Les seves armes són la seva gran agilitat i el seu fort escut.[70] És una versió a l'espanyola del Capità Amèrica, però l'aspecte recorda també a altres referències castisses com El Guerrero del Antifaz.[71]
- el Brètol[69] (el Bruto a l'original), inspirat sens dubte en la Cosa, està fet amb maons desmuntables i va abillat amb un bolquer; a partir de la segona historieta inclosa al primer àlbum del grup, "El Supergrup", es veu com a l'esquena hi porta una clau de ganxo, on hi penja quadres.
- La Noia Increïble[69] (la Chica Increíble), personatge que pel nom recorda Wonder Woman amb el seu uniforme de Fénix, mentre que la màscara i el pentinat recorda a Carol Danvers,[71] en aquella época membre dels Venjadors en la seva identitat de Ms. Marvel; sol estar equipada amb tot tipus d'artefactes de perruqueria.[70]
- Llaunes[69] (Latas) és un androide amb el costum d'utilitzar les seves pròpies extremitats arrencades com a armes contundents, i que s'ha comparat a vegades a Iron Man, a Ultron[72] i a la Vision.[71]
- El Mag[69] (el Mago) és una paròdia al seu torn del Doctor Strange.[65][71]

#### Petisos carambanales

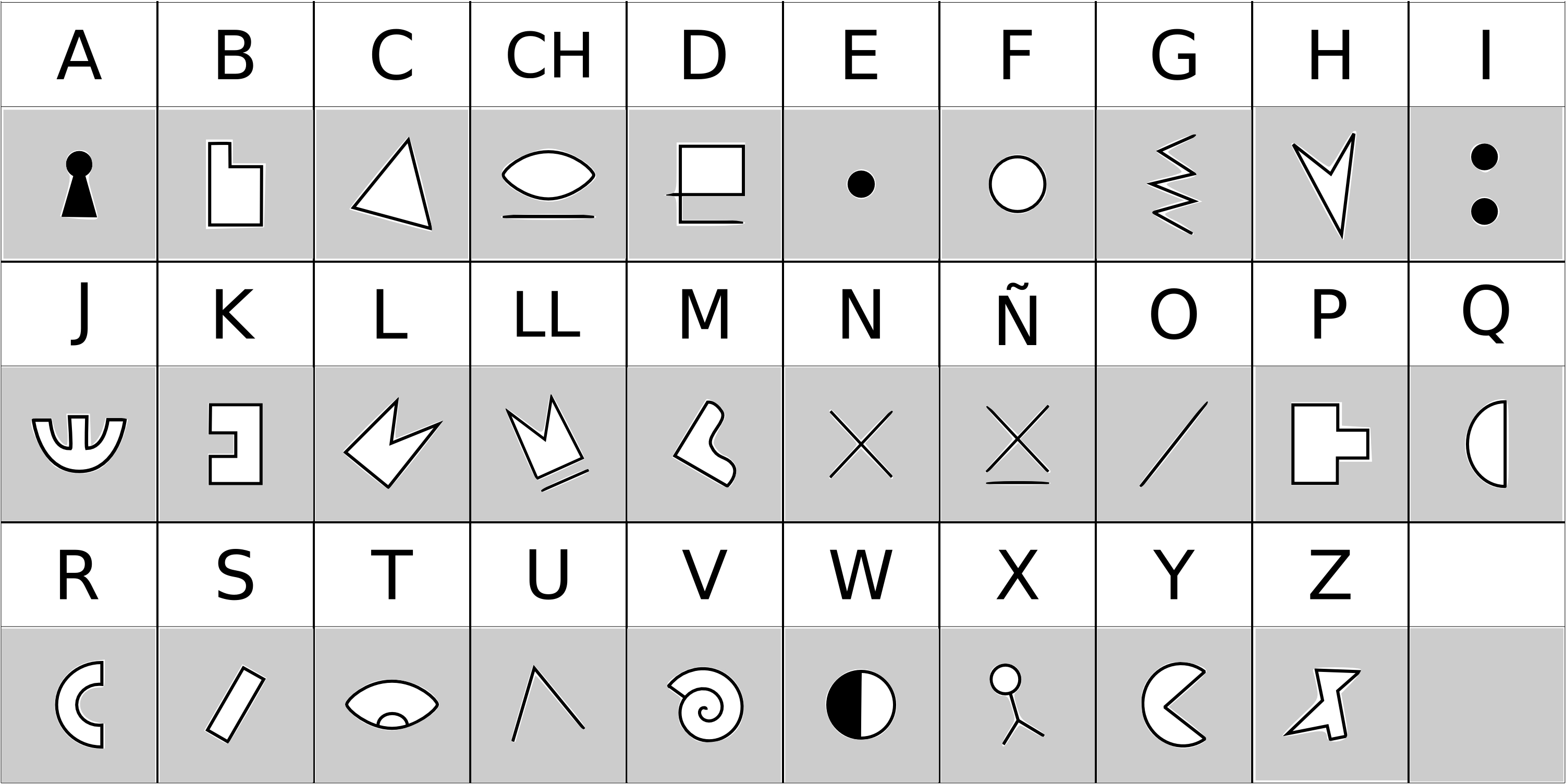
Taula de correspondència de l'alfabet petiso.

Els petisos carambanals són uns éssers diminuts, orondos i habitualment de color groc, productes ectoplàsmics que apareixen al voltant de la figura de Super Llopis, originats per la seva energia supermediúmnica. Compten amb un alfabet propi particular, el qual està associat a l'alfabet castellà. La idea de crear aquestes criatures li va sorgir a Jan després de llegir sobre parapsicologia i paraciències, històries d'ectoplasmes i espiritisme de l'època de Le Matin des magiciens (1960). Utilitzats com un tòpic més del dibuixant, són un recurs visual per captar l'atenció del lector, compondre o enquadrar.
Apareixen per primera vegada a Al centro de la Tierra, si bé no és fins a l'aventura de La espantosa, extraña, terrífica historieta de los petisos carambanales on s'explica la procedència d'aquests éssers. No obstant això, es poden trobar amb anterioritat uns «primitius» petisos, encara verds, en algunes portades de la revista Superlópez d'Ediciones B. Tampoc tots els petisos grocs són iguals en totes les seves aparicions: després d'uns primers còmics amb preponderància de petis calbs, el seu estil i pentinat va variant en successius àlbums, i en diverses historietes aquests éssers adopten una determinada aparença segons l'escenari en què discorre l'acció.

## Altres mitjans
En 2003, es va donar a conèixer el curtmetratge animat Superlópez, de tot just 3 minuts de durada i realitzat per Enrique Gato, qui va voler fer-ho com a homenatge al personatge.
Després de diversos intents fallits de portar el personatge a la gran pantalla finalment el director Javier Ruiz Caldera va adaptar al cinema Superlópez el 2018, amb l'actor Dani Rovira en el paper protagonista. Se estrenó el 23 de noviembre de 2018.
Altres projectes, com la creació de jocs per a ordinador o diversos intents per a l'adaptació de dibuixos animats, no han aconseguit arribar a bon port. També, encara que escassa, cal ressaltar la creació de marxandatge de Super Llopis, amb el llançament de productes com samarretes, ninots, tovalloles i tasses. D'altra banda, el 2010, Superlópez va ser imatge de la campanya de Microsoft El ahorro mutante (L'estalvi mutant), orientada a les pimes.